# 宮城県道127号杉ヶ袋増田線
宮城県道127号杉ヶ袋増田線（みやぎけんどう127ごう すぎがふくろますだせん）は、宮城県名取市内を結ぶ、かつて存在した一般県道である。2025年（令和7年）3月28日廃止。

## 概要
名取市の南東部、杉ヶ袋地区と名取市中心部を結んでいる道路。仙台空港鉄道仙台空港線に並行する都市計画道路大手町下増田線の一部を経路として持つ。

### 路線データ
- 起点：名取市杉ヶ袋
- 終点：名取市増田二丁目
- 実延長：3,348.2 m[1]

## 歴史
- 1958年（昭和33年）4月1日 - 北釜地区（現・名取市下増田字屋敷）から名取町（現・名取市）の中心地増田へ向かう路線のうち、県道塩釜亘理線から国道4号（当時）までの区間を県道52号杉ヶ袋増田線として路線認定した（昭和33年3月31日付宮城県告示第144号）。
- 1993年（平成5年）10月19日 - 県道番号が決定[2]され、県道127号に変更される。（12月1日より施行）
- 2008年（平成20年）3月28日 - 都市計画道路大手町下増田線の部分開通（2月14日）に伴い、県道塩釜亘理線から国道4号（仙台バイパス）まで大手町下増田線を通る区域（経路）に変更した[3]。起点（名取市杉ヶ袋字横手）から大手町下増田線までは県道塩釜亘理線と重複、大手町下増田線と国道4号の交点である関下交差点から名取市増田までは国道4号と重複となり、県道の認定から外れる区間は名取市道へ移管した。
- 2016年（平成28年）12月15日 - 宮城県の第358回県議会にて提出された、県道の路線廃止について（一般県道杉ヶ袋増田線）の議案が可決され、路線の廃止がされることになった[4]。
- 2019年（令和元年）8月2日 - 県道塩釜亘理線の下増田道路改良事業バイパス道路の供用開始に伴い、起点・名取市杉ヶ袋字横手から大手町下増田線までの区域（県道塩釜亘理線（旧道）と重用）を起点・名取市杉ヶ袋字前沖から大手町下増田線までの区域（県道塩釜亘理線（新道）と重用）に変更した[5]。
- 2025年（令和7年）3月28日 - 宮城県告示により、路線廃止[6]。

## 路線状況

### 重複区間
- 宮城県道10号塩釜亘理線：名取市杉ヶ袋字前沖（起点） - 同市美田園五丁目
- 宮城県道274号美田園増田線：名取市美田園五丁目 - 同市関下交差点
- 国道4号：名取市関下交差点 - 同市増田一丁目

## 地理

### 通過する自治体
- 名取市

### 交差する道路
- 宮城県道10号塩釜亘理線
- 宮城県道274号美田園増田線
- 国道4号
- 宮城県道273号仙台名取線

### 沿線の施設
- 宮城県総合教育センター
- 仙台空港鉄道仙台空港線
  - 美田園駅
  - 杜せきのした駅
- イオンモール名取